# 長江郡
長江郡（：／ Janggang gun */?）是朝鮮民主主義人民共和國慈江道中北部的一個郡，位於首府江界市東北。東枕狼林山脈，最高點為海拔1,187公尺的舍廊峰。面積727.11平方公里，2008年人口54,601人。下分1邑、3勞動者區、10里。

## 歷史
1949年設郡。